# Aeroportul Nkongsamba
Aeroportul Nkongsamba (IATA: NKS, ICAO: FKAN) este un aeroport din Camerun ce deservește zona Nkongsamba. A fost numit după zona deservită.
Situat la o altitudine de 805 m, aeroportul dispune de o singură pistă.